# Казачьи полки Российской империи

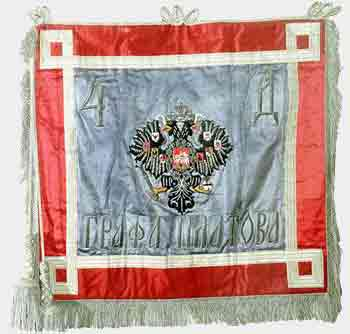
пример казачьего полкового знамени (Донской 1-й казачий полк)

Казачьи полки Российской империи начали формироваться в Русском царстве, задолго до провозглашения Петром I Великим Российской империи, еще в XVII веке. Они являлись формой освоения новых территорий. Полки формировались на основе казачьей команды (например, Камчатская городовая казачья конная команда) или батальона, когда она достигала численности в тысячи казаков (Сумский слободской казачий полк). Полк состоял из сотен-эскадронов (от 4 до 16). В позднее время казачьи полки входили в состав дивизий (например, 11-я кавалерийская дивизия).
Центром полка был полковой город (штаб-квартира), где имелся полковой храм для совместных молебнов и иных церемоний, совершаемых полковым священником. Возглавлял полк - полковник. Символами полковничьей власти были шестопёр (булава), полковая хоругвь (бунчук), полковничья печать. Полковой штаб состоял из шести человек: полковой обозный (завхоз), судья, есаул, хорунжий (знаменосец) и два писаря (секретари).

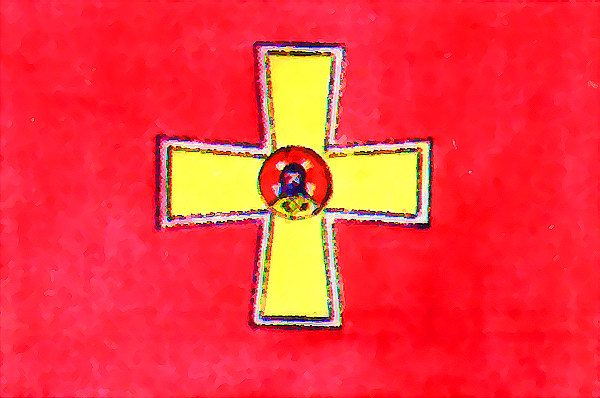
Знамя Изюмского полка

Полки чтили старшинство (дату основания) и имели полковой праздник. Названия полков имели порядковые номера и включали имя соответствующего казачьего войска. Нередко название полка было указано на погонах. Например, Донской 16-й казачий полк имел шифровку 16.Д
Казачьи полки участвовали в походах и вели патрульно-постовую службу вдоль границ империи, образуя посты и гарнизоны острожков.
Первоначально казачьи полки не считались регулярными вооруженными формированиями. В процессе интеграции в Российскую армию некоторые из них были превращены в гусарские полки (Изюмский 11-й гусарский полк).

## Казачьи полки в 1812 году
Во время войны с Наполеоном Бонапартом, численность казаков на фронтах составляла ориентировочно 100 тысяч казаков. Состав войск был достаточно мобильным, чтобы в том числе вести партизанскую войну. Итого:
- примерно 80 казачьих полков лёгкой кавалерии (по 500–700 сабель в каждом)

Состав войск: 
Донское казачье войско (примерно 65 тыс.казаков), Кубанское войско, Черноморское войско, Уральское войско, Оренбургское войско, Астраханское войско, Сибирское войско, и Башкирские казачьи формирования.

## Казачьи полки в 1914 году
К началу Первой мировой войны казачьи войска имели следующий состав войск: 
Донское войско, Кубанское войско, Оренбургское войско, Терское войско, Уральское войско, Сибирское войско, Семиреченское войско, Забайкальское войско, Амурское войско, Астраханское войско. 
Итого ориентировочно из 4 411 000 казаков в Российской империи, боеспособных частей примерно на 450 000 казаков:
- 54 казачьих регулярных полка (кавалерийских полков первого разряда)
- 6 пластунских батальонов (пешие казачьи)
- 3 казачьих артиллерийских дивизиона (конных)
- 23 казачьи батареи
- 11 отдельных казачих сотен
- собственный Его Императорского Величества конвой (кавалерийское элитное соединение)

В случае мобилизации, казачество обязывалось выставить дополнительно 250 тысяч боеспособных казаков в течение месяца. Каждый казак находился на службе в течение 20 лет, из которых 4 года строевой службы и 16 лет в резерве.
На фронте Первой мировой войны воевало порядка 250 тысяч казаков.

## Казачий полк в феврале 1917 года
Во время февральской революции 27 февраля 1917 года, старшие офицеры поддерживали монархию, а рядовой состав сочувствовал революционерам. В Санкт-Питербурге находилось порядка 15 тысяч казаков.
10-й Донской казачий полк отказался выполнять приказ о разгоне демонстрантов.